# Muñoz (Buenos Aires)
Muñoz es un paraje rural del Partido de Olavarría, localizado en el interior de la Provincia de Buenos Aires, Argentina.

## Ubicación
Se encuentra a 47 km hacia el suroeste de la ciudad de Olavarría por camino de tierra.

## Población
Durante los censos nacionales del INDEC de 2001 y 2010 fue considerada como población rural dispersa.

## Ferrocarril
- Estación Muñoz